# Ludi skokovi
Ludi skokovi je zabavna manifestacija koja se održava ljeti u Omišu.
Tradicija Ludih skokova je počela 1951. godina, kada su nakon vaterpolska utakmice, koja se igrala na Mulu, igrači se počeli bacati na osebujne načine u more, sve za zabaviti i dobro nasmijati i razveseliti gledalište. Nakon toga, stariji pamte, više se pričalo o skokovima, nego o utakmici.
Skakači s Mula (i Punte u Cetinu), odnosno njihove ludorije sa skokovima su postali zaštitni znak ovog grada. Svaki je skakač unosio nešto svoje u izvedeni skok, tako da brojni skokovi nose imena po svojim prvoizvoditeljima.
Nažalost, redovitost nije obilježavala ovu manifestaciju. Uslijedio je prekid, pa se opet skakalo 1983. i 1984., nakon čega je opet uslijedila stanka, da bi 2000. godine zaslugom Omišanina, na privremenom radu u Kanadi, Uga Matulića opet krenula skakačka zabava u Omišu, koja uz iznimku 2002., se od tad redovito održava. Njegova desna ruka je bio Mladen Dujmović-Dujma bez koga, kako kaže Ugo Matulić, ponovno oživljavanje Ludih Skokova ne bi bilo moguće. 
Imena poznatijih skokova su (popis nije sveobuhvatan!): "skok na Peru Štelu", "skok na Marija Kiku", "skok na Marijana Vertikulu", "skok na puntižel", "skok ribara Palunka", "skok na palačinku", "skok Tarzana u penziji", "skok selena i petrusimula", "skok na Čehinju", "skok na ranjenu ticu", "skok na bakalar", "skok na motiku", "skok na Robbe di Kappa", "skok na kobasicu" i "skok na Japanca", "salto", "palačinka", "japanski majmunski skokovi", "plivačka štafeta s kišobranima", "bomba na jaja", "Ribar Palunko", "Ranjena tica"...

## Vanjske poveznice
- Ljetna razbibriga na omiški način
- Ludi skokovi
- Mala povijest